# Шарихина
Шарихина — деревня в Болховском районе Орловской области России. Входит в состав Боровского сельского поселения.

## География
Деревня находится в северной части Орловской области, в лесостепной зоне, в пределах центральной части Среднерусской возвышенности, на расстоянии примерно 6 километров (по прямой) к западу от города Болхова, административного центра района. Абсолютная высота — 209 метров над уровнем моря.
Часовой пояс
Деревня Шарихина, как и вся Орловская область, находится в часовой зоне МСК (московское время). Смещение применяемого времени относительно UTC составляет +3:00.

## Население
| 2010 |
| ---- |
| 15   |

Половой состав
По данным Всероссийской переписи населения 2010 года в гендерной структуре населения мужчины составляли 60 %, женщины — соответственно 40 %.
Национальный состав
Согласно результатам переписи 2002 года, в национальной структуре населения русские составляли 100 % из 18 чел.

## Улицы
Уличная сеть деревни состоит из двух улиц.